# سلانسر
سلان‌سر، روستایی از توابع دهستان رستم‌آباد جنوبی بخش مرکزی شهرستان رودبار در استان گیلان ایران است.
سِلانسَر، یکی از مناطق مهم گردشگری در استان گیلان و بخشی از جنگل‌های ایران است که در فاصلهٔ ۱۲ کیلومتری غرب شهر رستم‌آباد واقع شده‌است.
سِل در گویش محلی استان گیلان به معنای آبگیر و مرداب بوده و به خاطر موقعیتی که ارتفاعات سلانسر دارند و اشراف کاملی که به آبگیرهای اطراف دارند از قدیم این اسم را بر روی این منطقه گذاشته اند.
ارتفاع سِلانسَر از سطح تراز دریا حدود ۱٬۲۰۰ تا ۱٬۴۵۰ متر است. در این ییلاق، انواع درختان همچون راش، توسکا ییلاقی، افرا پلت، بلوط بلندمازو و نیز مراتع و علفزارهای پهناور دیده می‌شود. این ییلاق در فاصلهٔ کمی از کرانهٔ غربی سفیدرود قرار دارد.
سِل در گویش محلی، به معنای «آبگیر» و «مرداب» است و نام سِلانسَر (سِل + ان + سَر) به منطقه‌ای اشاره دارد که در گذشته، مُشرف به تعدادی آبگیر بوده‌است.
ساکنان دائمی در این ییلاق حضور ندارند اما در گذشته‌ای نه چندان دور، بسیاری از دامداران شهرستان شفت و فومن، این ییلاق را برای تابستان‌گذرانی انتخاب می‌کردند. اخیراً با اجرای طرح صیانت از جنگل، تعداد کوچ‌کنندگان تابستانی به طرز قابل توجهی کاهش یافته‌است.
سِلان‌سَر، از لحاظ تاریخی نیز اهمیت ویژه‌ای دارد؛ بقایایی از قلعهٔ لشگرگاه - مربوط به سده‌های ۵ تا ۷ هجری قمری - در این منطقه وجود دارد. این اثر با ارزش، در تاریخ ۲۶ دی ۱۳۸۶ با شمارهٔ ثبت ۲۰۶۱۷ به‌عنوان یکی از آثار ملی ایران به ثبت رسیده‌است.
به دلیل ارتفاع زیاد این منطقه، بخشی از تأسیسات و دکل‌های مخابراتی نیز از سال‌ها پیش در منطقهٔ سِلانسَر نصب و راه‌اندازی شده‌است.
بهترین راه دسترسی به منطقهٔ توریستی سِلان‌سَر، جادهٔ کلورز می‌باشد که از مرکز شهر رستم‌آباد آغاز می‌شود.
به گفتهٔ مدیر کل سازمان میراث فرهنگی و گردشگری استان گیلان، هر ساله خیل عظیمی از مسافران و گردشگران از اقصی نقاط کشور به منطقهٔ سِلان‌سَر مسافرت می‌کنند.

## جمعیت
این روستا در دهستان رستم‌آباد جنوبی قرار دارد و براساس سرشماری مرکز آمار ایران در سال ۱۳۸۵، جمعیت آن زیر سه خانوار بوده‌است.